# Distrito de Alto Pichigua
El distrito de Alto Pichigua es uno de los ocho que conforman la provincia de Espinar, ubicada en el departamento del Cuzco en el Sur del Perú. 
Limita por el Norte con el distrito de Pichigua, por el Sur con el distrito de Pallpata, por el Oeste con el distrito de Yauri; y por el Este, con el departamento de Puno.

## Historia
El distrito fue creado mediante Ley 26367 del 14 de octubre de 1994, en el gobierno de Alberto Fujimori.

## Capital
La capital del distrito es el poblado de Accocunca. La temporada más propicia para la visita de turismo es de abril a octubre.

## Autoridades

### Municipales
- 2023-2026
  - Alcalde: Ramiro Valer Hacha.
  - Regidores: Crecilda Yovica Taco Chuchullo, Teófilo Fulgencio Katata Choquehuanca, Estela Yauli Yampi, Fredy Reine Tunquipa Laguna, Leopoldo Mollo Quispe.

- 2019-2022
  - Alcalde: Clímaco Puma Chullo.
  - Regidores:
- 2015-2018
  - Alcalde: Tec. Walter Flórez Leiva
  - Regidores:
- 2011-2014[1]
  - Alcalde: Clímaco Puma Chullo, del Movimiento Regional PAN.
  - Regidores: Salustiano Aparicio Quispe (PAN), Roberto Macario Huillca Florez (PAN), Silvia Luzmila Chuchullo Puma (PAN), Pablo Cruz Phocco (PAN), Apolinario Pfacsi Huillca (Inka Pachakuteq).
- 2007-2010
  - Alcalde: Hugo Huarancca Katata.
- 2003-2006
  - Alcalde: Pedro Pfacse Huillca.
- 1998-2002
  - Alcalde: Victor Holguin Cuti.

## Patrimonio

#### k'anamarca
Es un sitio arqueológico ubicado en el distrito de Alto Pichigua, provincia de Espinar, departamento del Cuzco, Perú. En el 2004 fue descubierto la dama de élite prehispánica la “Señora de K’anamarka”. El sitio arqueológico se encuentra en una hoyada a 3950 m s. n. m. y abarca una hectárea. Las edificaciones están construidas en piedra y barro. Los recintos son de formas circulares y rectangulares.

#### Molloccahua
Es un sitio arqueológico ubicado en la comunidad campesina de Molloccahua.

#### Arcopunco
Es un sitio natural ubicado en la comunidad campesina de Ccahuaya Alta.

## Clima
| Parámetros climáticos promedio de Alto Pichigua | Parámetros climáticos promedio de Alto Pichigua | Parámetros climáticos promedio de Alto Pichigua | Parámetros climáticos promedio de Alto Pichigua | Parámetros climáticos promedio de Alto Pichigua | Parámetros climáticos promedio de Alto Pichigua | Parámetros climáticos promedio de Alto Pichigua | Parámetros climáticos promedio de Alto Pichigua | Parámetros climáticos promedio de Alto Pichigua | Parámetros climáticos promedio de Alto Pichigua | Parámetros climáticos promedio de Alto Pichigua | Parámetros climáticos promedio de Alto Pichigua | Parámetros climáticos promedio de Alto Pichigua | Parámetros climáticos promedio de Alto Pichigua |
| Mes                                             | Ene.                                            | Feb.                                            | Mar.                                            | Abr.                                            | May.                                            | Jun.                                            | Jul.                                            | Ago.                                            | Sep.                                            | Oct.                                            | Nov.                                            | Dic.                                            | Anual                                           |
| ----------------------------------------------- | ----------------------------------------------- | ----------------------------------------------- | ----------------------------------------------- | ----------------------------------------------- | ----------------------------------------------- | ----------------------------------------------- | ----------------------------------------------- | ----------------------------------------------- | ----------------------------------------------- | ----------------------------------------------- | ----------------------------------------------- | ----------------------------------------------- | ----------------------------------------------- |
| Temp. máx. media (°C)                           | 16.4                                            | 16                                              | 16                                              | 16.4                                            | 16.5                                            | 16                                              | 15.6                                            | 16.9                                            | 17.2                                            | 18.5                                            | 18.2                                            | 16.7                                            | 16.7                                            |
| Temp. media (°C)                                | 9.3                                             | 9.3                                             | 9.1                                             | 8.2                                             | 6.5                                             | 4.4                                             | 4                                               | 5.2                                             | 7.6                                             | 8.7                                             | 8.9                                             | 9.3                                             | 7.5                                             |
| Temp. mín. media (°C)                           | 2.2                                             | 2.6                                             | 2.2                                             | 0                                               | -3.4                                            | -7.2                                            | -7.6                                            | -6.4                                            | -2                                              | -1.1                                            | -0.4                                            | 1.9                                             | -1.6                                            |
| Fuente: climate-data.org                        |                                                 |                                                 |                                                 |                                                 |                                                 |                                                 |                                                 |                                                 |                                                 |                                                 |                                                 |                                                 |                                                 |

## Festival Autóctono de Danzas kanamarca
Todo los años se realiza en el mes de junio el concurso de danzas de Kanamarka donde participan danzas de nivel local, nacional y internacional, en ocasiones suele realizase Escenificación de la llega de inca a uta Hachcha Pallata Palla de Kanamarka, el complejo arqueológico de Kanamarka, fue un importante centro preinca colla pertenecía al reino aimara donde los gobernante Hatun Kolla, es decir gigante ccolla profesionalizaban bellas doncellas collas, por el escaso número de hombres para guerra, se daba preparación, por Tayka Yatkasa es decir Madre Sabienda realizaban labores preparación militar para enfrentar a los incas en los limítrofes de Kanamarka, según crónicas Pedro Cieza de León.